# Çarpanak

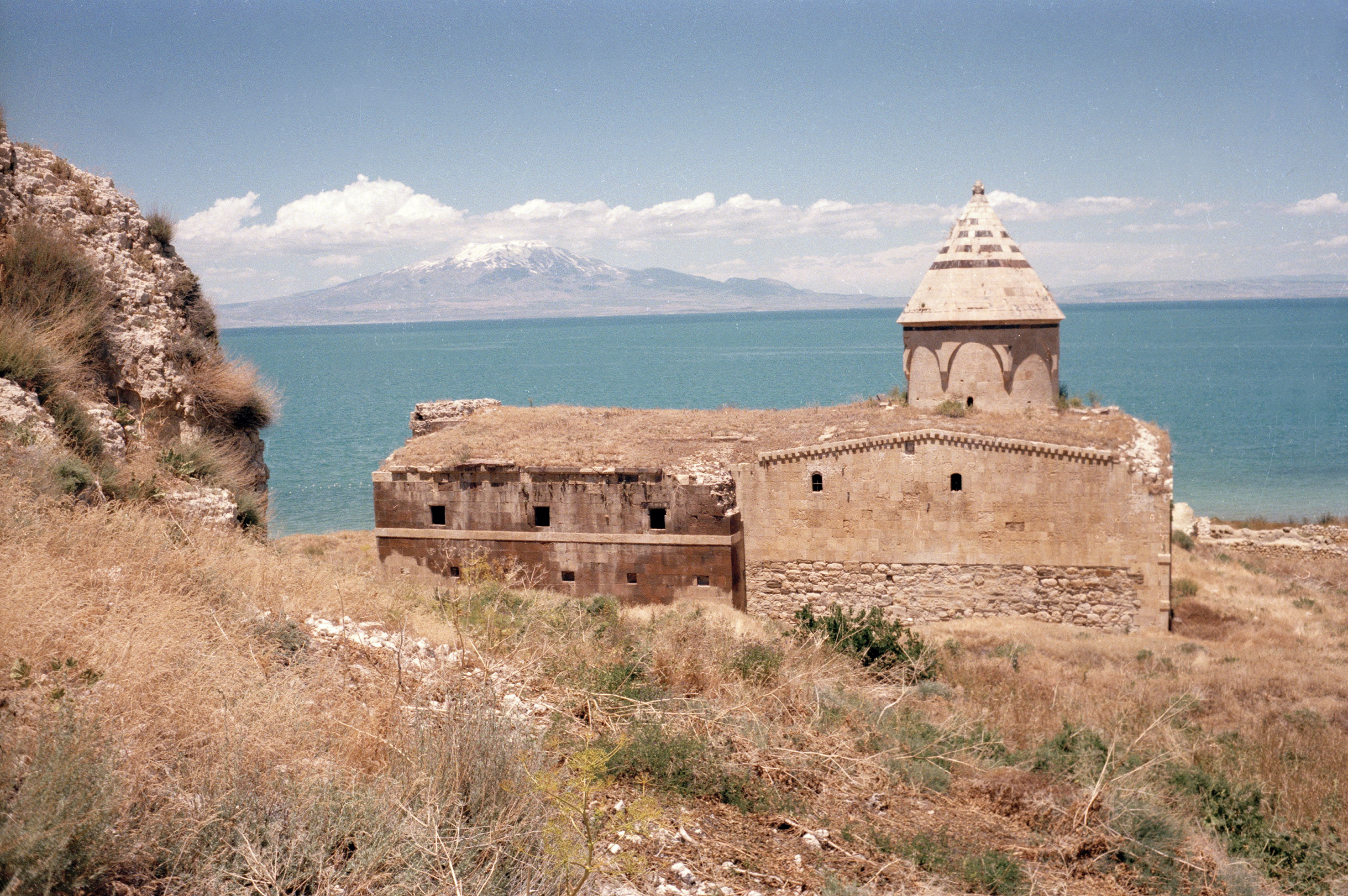
Monastère de Ktuts en 1986.

Çarpanak (en turc Çarpanak) ou Ktuts (en arménien Կտուց) est une île du lac de Van, en Turquie. Aujourd'hui inhabitée, elle a autrefois abrité une communauté monastique apostolique arménienne, l'ermitage de Ktuts.

## Galerie

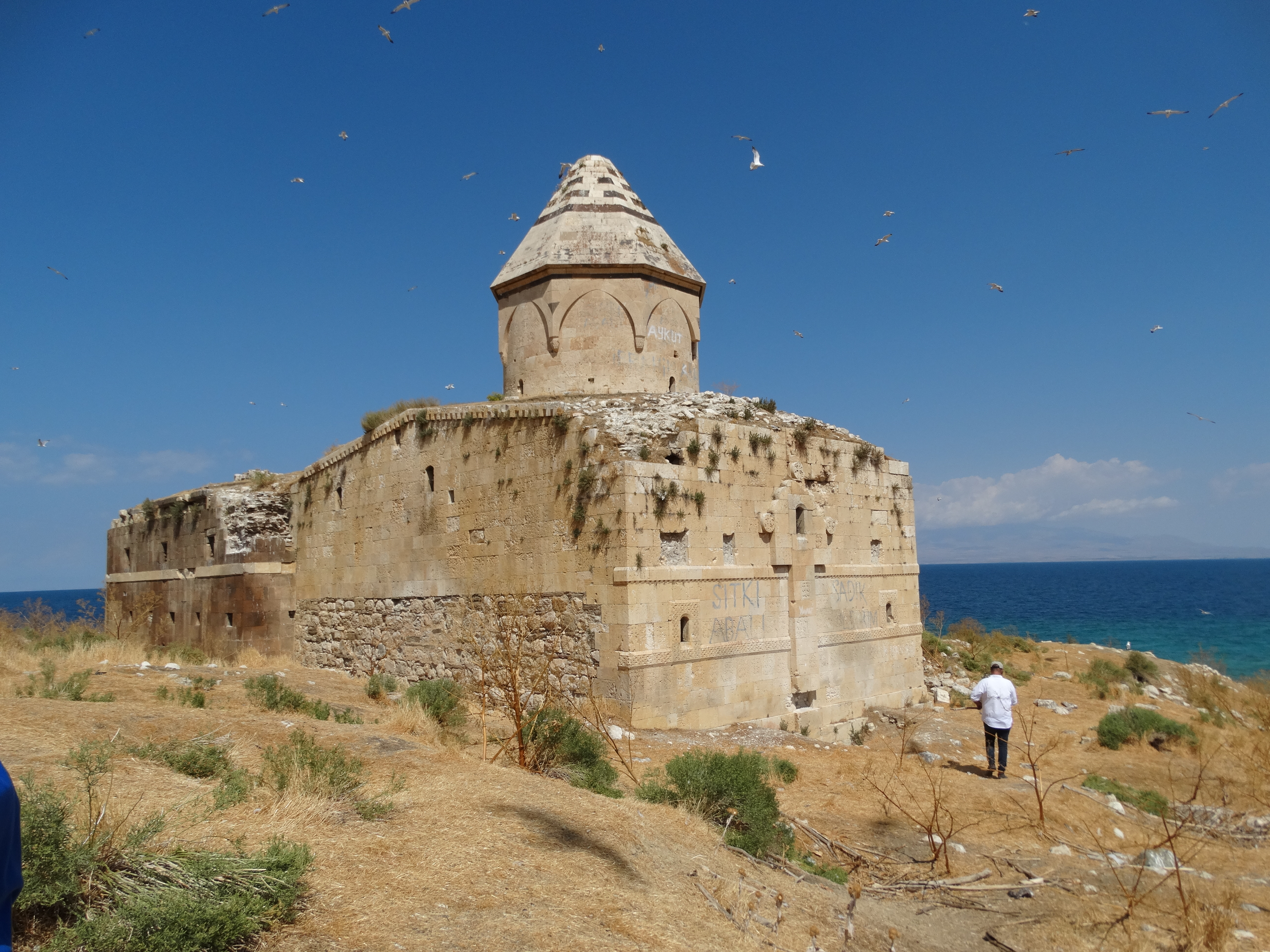
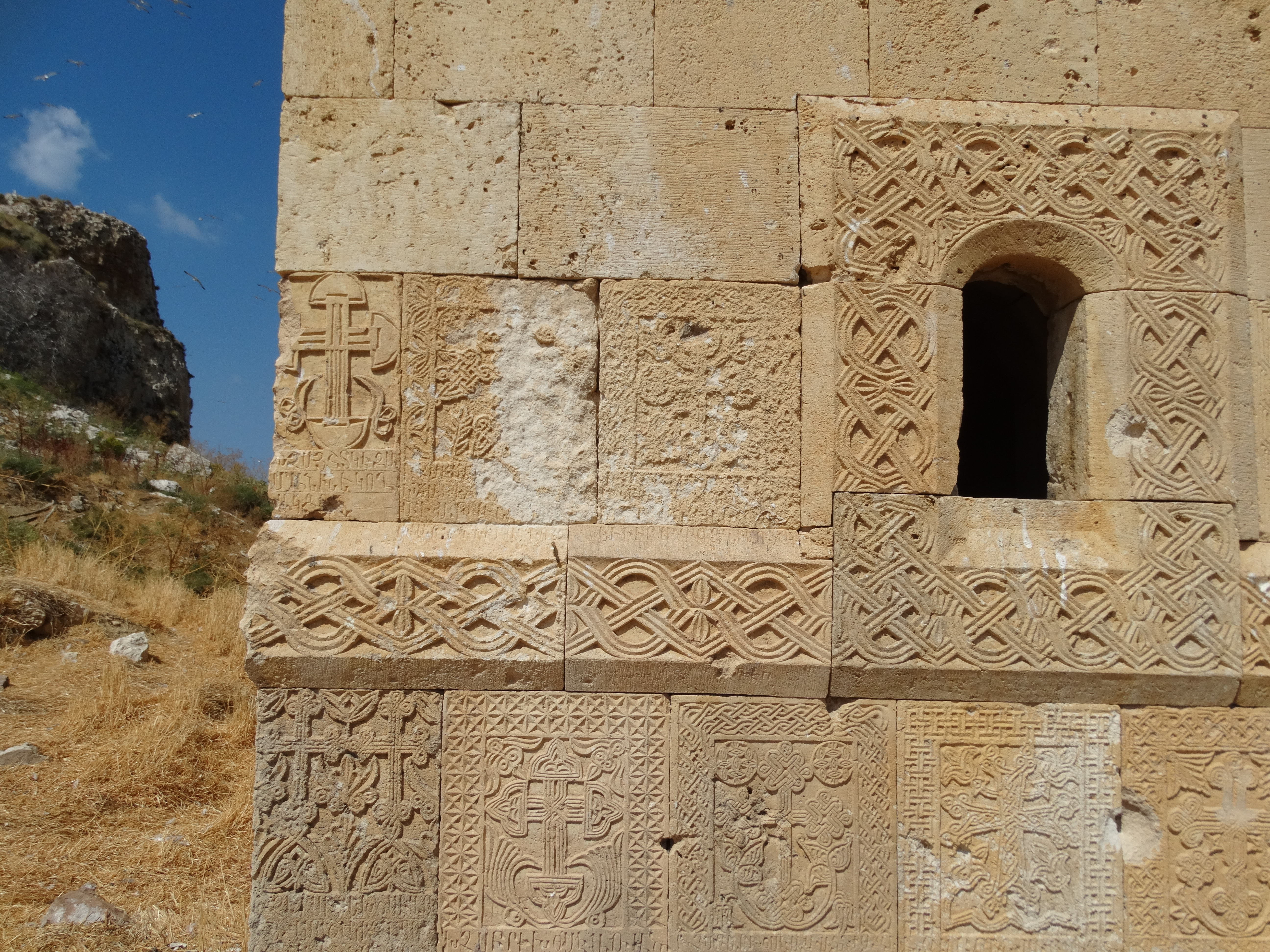
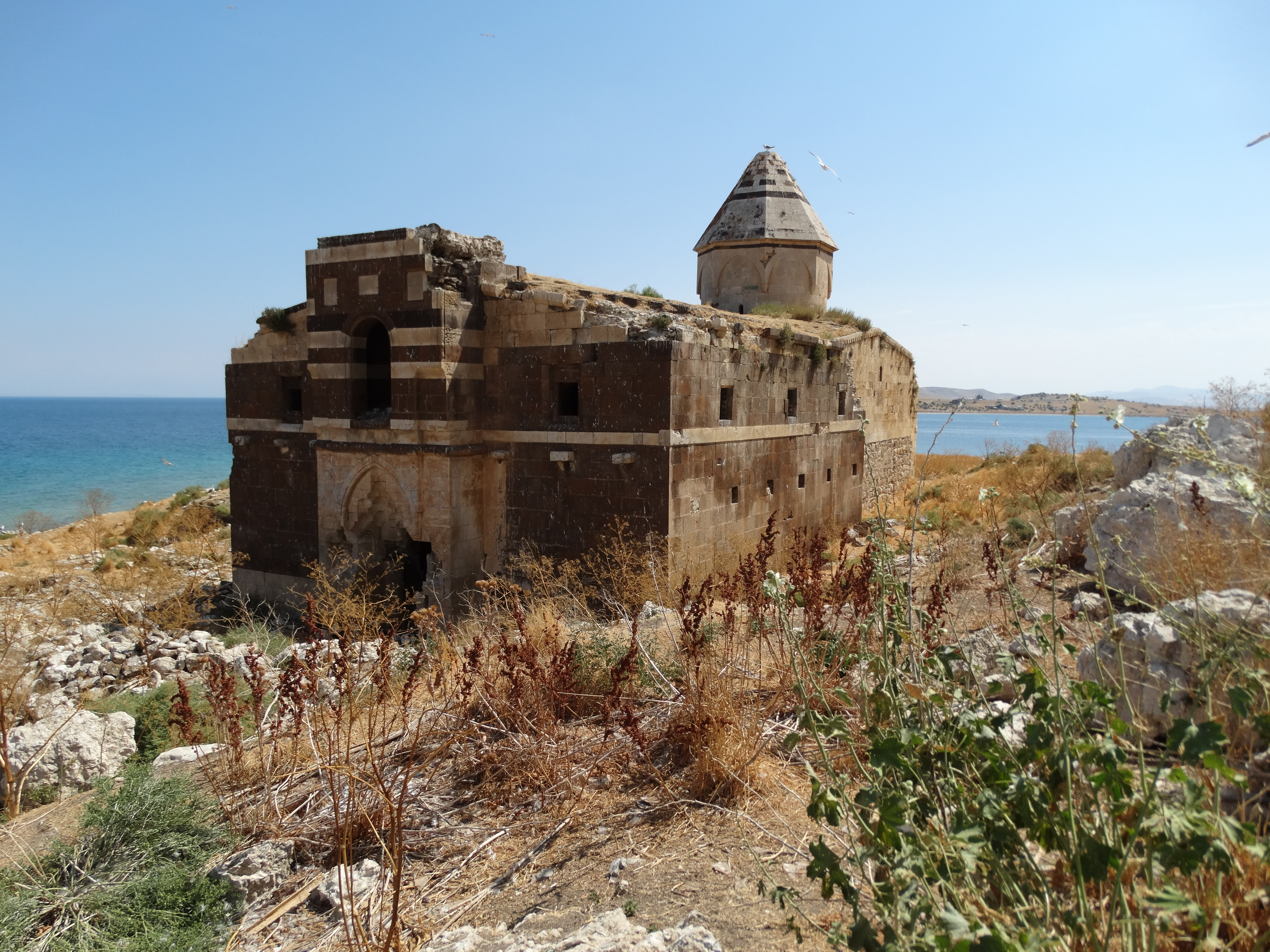
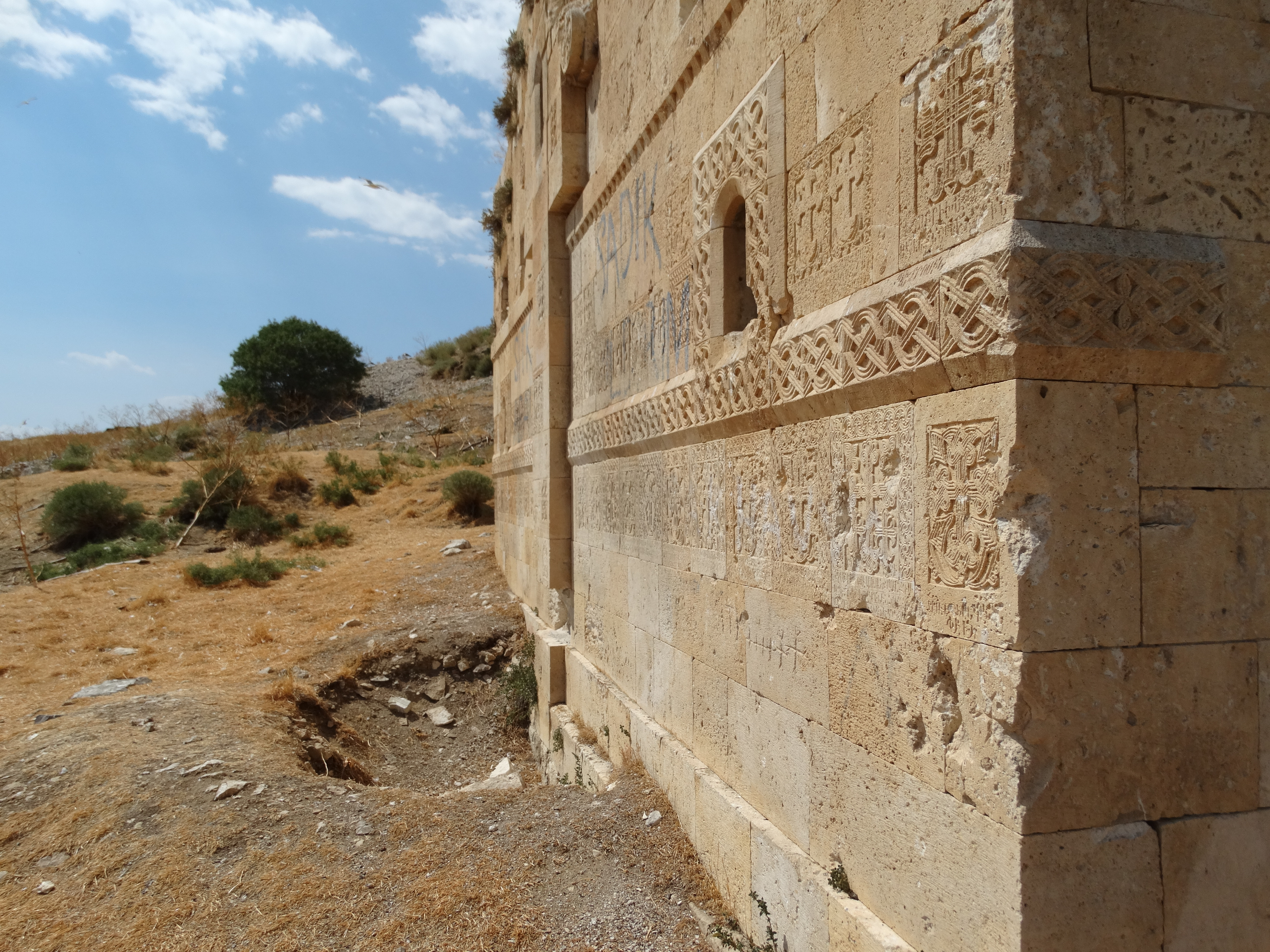
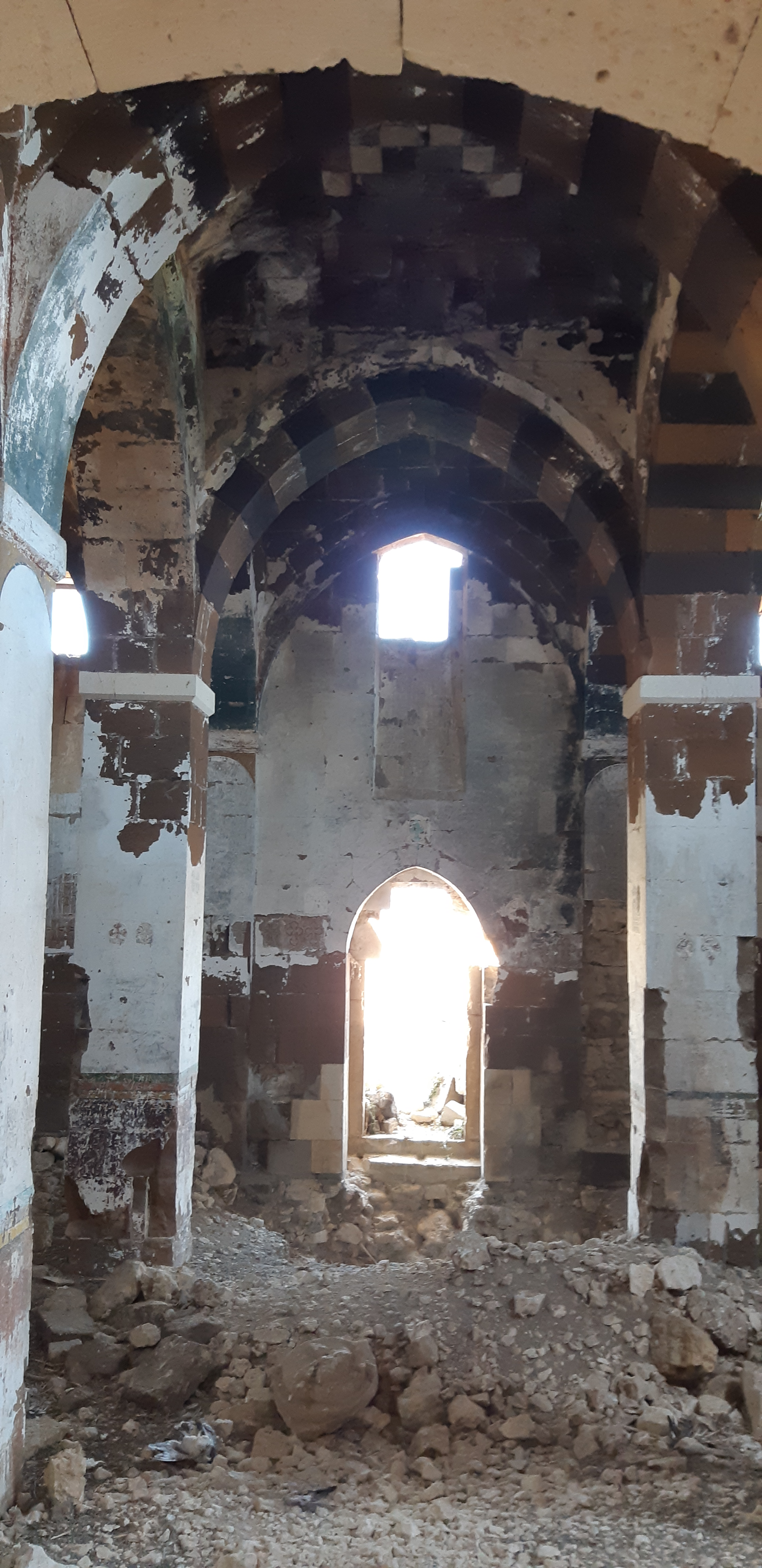
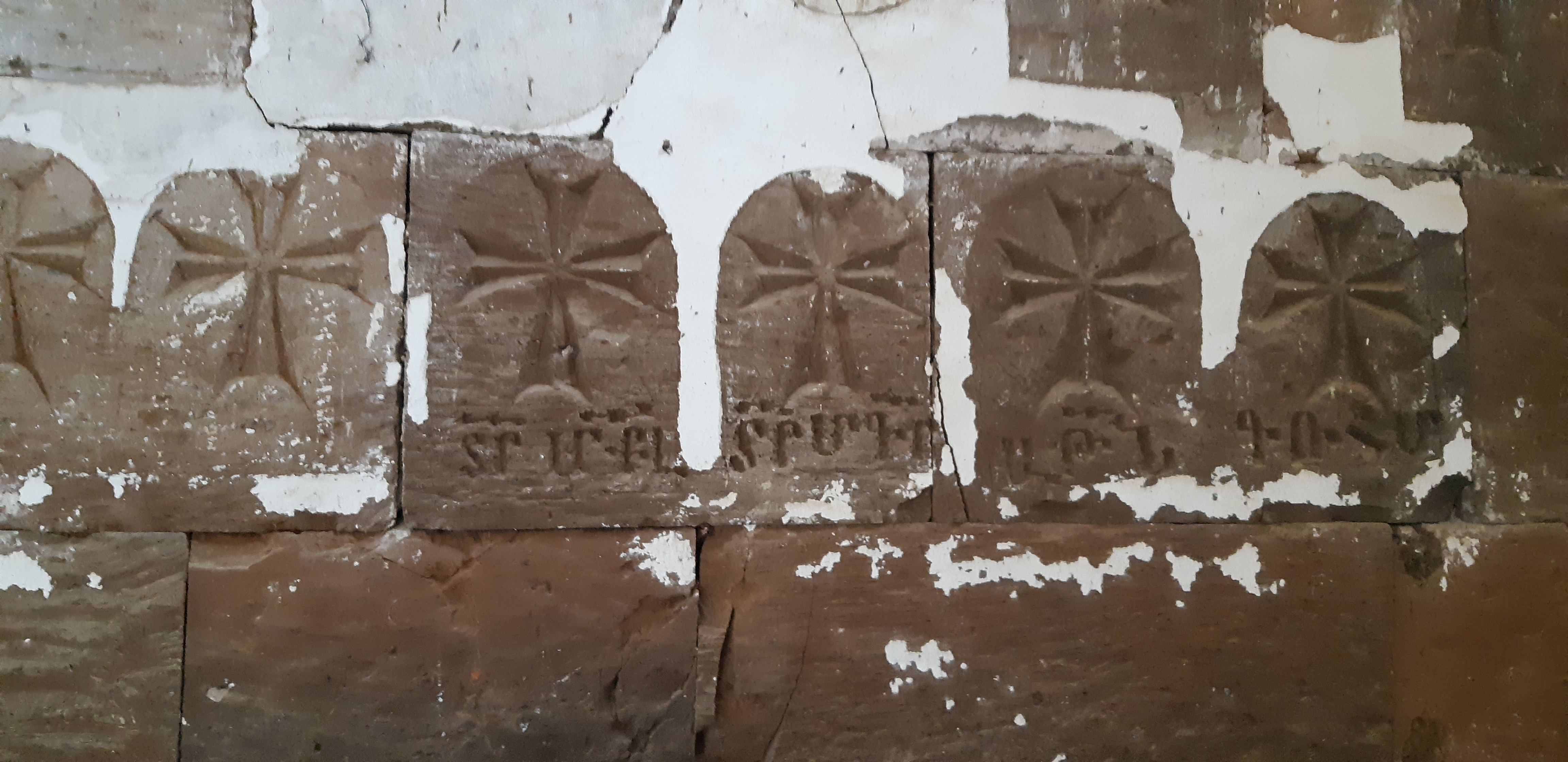